# Джо Коул (актор)
Джо Коул (англ. Joe Cole; нар. 28 листопада 1988, Лондон) — харизматичний британський актор, який знявся у безлічі телевізійних проектів і здобув світову популярність після виходу кримінально-драматичної саги «Гострі картузи».

## Біографія
Старший із п'яти братів Коулів, один з яких, Фінн Коул, також актор.
Акторська кар'єра Коула почалася, коли його було прийнято до Національного молодіжного театру. Він отримав свою першу роль у шоу у Вест-Енд. Коул також написав серію комедії з Меттом Лукасом.
Джо Коул знімався в таких рейтингових телепроектах, як «Плейхаус», «Годинник», «Молокососи», Убивства в Мідсомері, «Холбі Сіті» та ін.
У Коула чотири молодші брати, один з яких актор Фінн Коул, який разом з Джо зіграв у «Гострі картузи» . Актор знімається у великому кіно. Одна з найвідоміших ролей, роль Скотта в драмі Ола Паркера «Зараз саме час» (2012). 2015 року вийшов трилер «Небезпечне занурення», в якому Джо зіграв одну з головних ролей.

## Фільми
| Рік  | Назва                        | Роль            | Примітки                                                  |
| ---- | ---------------------------- | --------------- | --------------------------------------------------------- |
| 2010 | Оцінка                       | Майкл           | Короткий фільм                                            |
| 2012 | Обсяг                        | Сем             | Короткий фільм                                            |
| 2012 | Злочинець                    | Томмі           |                                                           |
| 2012 | Зараз добре                  | Скотт           |                                                           |
| 2014 | Довгий шлях вниз             | час             |                                                           |
| 2014 | ляпас                        | Коннор          | Короткий фільм                                            |
| 2014 | Падіння                      | Кеннет Ламонт   |                                                           |
| 2014 | Петерман                     | Джонні          |                                                           |
| 2014 | Callow & Sons                |                 | Короткий фільм                                            |
| 2015 | Green Room                   | Рис             |                                                           |
| 2015 | Тиск                         | Джонс           |                                                           |
| 2015 | Секрет в їхніх очах          | Марзін / Беквит |                                                           |
| 2017 | Око на Джульєтту             | Гордон          | Нагорода Тяньтянь за найкращу чоловічу роль               |
| 2017 | Woodshock                    | Нік             |                                                           |
| 2017 | Дякуємо за службу            | Біллі Уоллер    |                                                           |
| 2018 | Молитва перед світанком      | Біллі Мур       | British Independent Film Awards за найкращу чоловічу роль |
| 2019 | З Новим роком, Колін Берстед | ред             |                                                           |
| 2020 | Один з цих днів              | Кайл Парсон     |                                                           |
| 2022 | Проти льоду                  | Івер Іверсен    |                                                           |

## Серіали
| Рік       | Назва                | Роль         | Примітки                                                                           |
| --------- | -------------------- | ------------ | ---------------------------------------------------------------------------------- |
| 2010      | Рахунок              | Лео Купер    | Епізод: «Притягнути до відповідальності»                                           |
| 2010      | Holby City           | Шон Джексон  | 2 епізоди                                                                          |
| 2010      | Стенлі Парк          | Лі           | Телевізійний фільм                                                                 |
| 2011      | Прийди літай зі мною | Йорданія     | 2 епізоди                                                                          |
| 2011      | Несправедливість     | Алан Стюарт  | 4 епізоди                                                                          |
| 2012      | Скіни                | Лука         | 2 епізоди                                                                          |
| 2012      | Говщина цього        | Джек         | Епізод: «#4.5»                                                                     |
| 2012      | Година               | Тревор       | 3 епізоди                                                                          |
| 2013      | Playhouse Presents   | Стівен       | Епізод: «Каргезе»                                                                  |
| 2013–2017 | Гострі картузи       | Джон Шелбі   | 20 епізодів                                                                        |
| 2017      | Чорне дзеркало       | Франк        | Епізод: «Hang the DJ» номінація — BAFTA TV Award за найкращу головну чоловічу роль |
| 2019      | Чистий               | Чарлі        | 6 епізодів                                                                         |
| 2020      | Банди Лондона        | Шон Уоллес   | 9 епізодів                                                                         |
| 2022      | Файл Ipcress         | Гаррі Палмер | 6 епізодів                                                                         |